# Marton Árpád
Marton Árpád (Szeged, 1972. –) szegedi művészeti író, kritikus, újságíró. Koncertek, kiállításmegnyitók, más kulturális események szervezője, illetve házigazdája.

## Életpályája (főbb eseményei)
Felsőfokú tanulmányokat a Juhász Gyula Tanárképző Főiskolán (végzés éve 1994) és a Szegedi Hittudományi Főiskolán (végzés éve 1995) folytatott.
A Magyar Televízió szegedi körzeti stúdiójának szerkesztője, majd szerkesztő-rendezője kulturális, - irodalmi, színházi és múzeumi - témákban 1992 és 2001 között.
Vetített látványterveket készített többek között a Szegedi Szabadtéri Játékokon a Kajak-Kenu VB gálájára, az Anna Kareninához a kisvárdai Várszínházban, majd a Ferencvárosi Nyári Játékokon 1998 és 2002 között.
2001 óta tárcái és cikkei jelennek meg a Délmagyarország, a Szegedi Élet és az Új Ember című lapokban.
2001-ben tagjai közé választotta a H.S.D. Magyar Rendezők Társasága.
2003 óta állandó szerzője a Szegedtől Szegedig antológiának.
2004-től alapító munkatárs, külső szerkesztő a Magyar Katolikus Rádióban.
2005-től kulturális események – többek között az első szegedi Múzeumok Éjszakájának – szervezője a Móra Ferenc Múzeum közművelődési munkatársaként.
2006 óta tagja a Magyar Katolikus Újságírók Szövetségének (MAKÚSZ), valamint a Szegedi Írók Társaságának.
2009 őszétől a Gál Ferenc Hittudományi Főiskola Klebelsberg termében zajló kulturális események ötletgazdája, szervezője, házigazdája.[forrás?]
2012-től[forrás?] szerkesztője a SzegediLap kulturális és művészeti portálnak. 
2015-től a Tiszatáj online és a Médiahorizont blog szerzője.

## Munkái

### Műsorai a Magyar Katolikus Rádiónál
- Zenei Kincsestár[6]
- A vasárnap muzsikusa[6]
- Dallamív/Szépség-Szalon[7]
- Jutalomjáték[6]
- Páholy és pódium[6]
- Mozart-galaxis[6] (a Mozart teljes életművét bemutató rádiótörténeti jelentőségű sorozat[2])

1000-nél több zenei műsort, számos kulturális és portréműsort is készített.

### Könyvei
- Musical-kalauz (Budapest: Móra, 1998)[8]
- Ő muzsikál rajtam keresztül (Miért hiszek? sorozat (44.); Budapest: Kairosz, 2007) – beszélgetés Rév Lívia zongoraművésszel[9]
- Hazavár az Isten (Miért hiszek? sorozat (49.); Budapest: Kairosz, 2008) – beszélgetés P. Nemeshegyi Péter dogmatikaprofesszorral[2][10]
- A művész Isten szolgája (Miért hiszek? sorozat (57.); Budapest: Kairosz, 2008) – beszélgetés Tokody Ilona operaénekessel[11]
- A felettes mi. Kulturális és médiaetika a sámánok korától a showmanek koráig avagy korszerűtlen elmélkedés a szimbolikus és a diabolikus világlátás válaszútján; Gerhardus, Szeged, 2009 (Deliberationes könyvek)[12]
- A Mozart-galaxis (Szeged: Gerhardus Kiadó, 2009)[13]

### Cikkei (válogatás)

#### Riportok
- Húrok, lázak, formák, ritmusok – beszélgetés Pavlovits Dávid gitárművésszel (Tiszatájonline, 2015)[14]
- Biztassuk egymást a jóra! – A gyermekek és a felnőttek szeretetéről Böjte Csabával (Új Köznevelés, 2013)[15]
- A végtelen inspirációja avagy a zongorista, aki a nézőtéren ül – beszélgetés Fülei Balázs zongoraművésszel (Tiszatájonline, 2015)[16]
- A zene: fölmérhetetlen előny! Dr. Pukánszky Béla nevelési eszményről és zenei ideálokról (Új Köznevelés, 2013)[17]
- A szén és a Nap A környezeti nevelés a fogantatás pillanatában kezdődik, riportalany: Fűzné Dr. Kószó Mária (Új Köznevelés, 2014)[18]
- Szegedhez láncolva. Az utolsó interjú Kopasz Mártával(Szeged, 2014)[19]
- A színház lényege: megérinteni az emberek szívét – Születésnapi beszélgetés Kocsák Tiborral (Új Köznevelés, 2014)[20]
- „A sorsom találkozott a vágyaimmal” – 7 kérdés Fekete Gizihez (SzegediLap, 2013)[21]
- Az ünnep újrafölfedezése – 7 kérdés a Szabadtéri új vezetőihez: Herczeg Tamás ügyvezető igazgatóhoz és Harangozó Gyula művészeti igazgatóhoz (SzegediLap, 2013)[22]
- Kromatikus fantáziák – Stachó László a zene tudatmódosító hatalmáról (Szeged, 2013)[23]
- A mű: a végtelenségig csodálható – beszélgetés a nyolcvan esztendős Tóth Sándorral (Szeged, 2013)[24]
- Egy realista humanista – Beszélgetés a 80 esztendős Gyulai Józseffel (Szeged, 2014)[25]
- "Az embert a művészet teszi emberré" – Marton Árpád szegedi interjúja Rév Lívia Párizsban élő világhírű zongoraművész-tanárral (Parlando/Szeged folyóirat, 2012)[26]
- A kozmoszarcú ember – Jubileumi számvetés Bánvölgyi Lászlóval (Szeged, 2012)[27]
- „Ne engedjétek, hogy az emberektől elvegyék a zenét!” (Rév Líviáról, Új Köznevelés, 2013)[28]
- Jelképeink: a nemzeti kultúra mindennapos őrzői (Dr. Nagy Ádám, Új Köznevelés, 2014)[29]

#### Kritikák
- Szimfónia a régi világból A Szegedi Szimfonikus Zenekar hangversenye, Szegedi Nemzeti Színház, 2015. november 24.[30]
- Chopin, bajusszal Luis Fernando Pérez zongoraestje, SZTE ZMK Fricsay Terem, 2015. november 16[31]
- Figaro nulla. Pont. Gördülő opera - Figaro 2.0 (A Magyar Állami Operaház vendégjátéka, Szegedi Nemzeti Színház, 2015. október 19.)[32]
- Chopin (SzegediLap, 2012)[33]
- „Színház! Pompázó hazugság” – Sándor János könyve a színház szerelmeséről, Juhász Gyuláról (SzegediLap, 2012)[34]
- Hegyén-hátán lakodalom (a Szegedi Szabadtéri Játékok második produkciójáról, a Hegyen-völgyön lakodalomról, SzegediLap, 2012)[35]
- Parasztvakítás Becsvágyopera avagy KERO® és Fellini szelleme (SzegediLap, 2012)[36]
- Viva la opera! Jegyzet a Muzsikáló Udvar július 30-i, Operaslágerek című előadásáról (SzegediLap, 2012)[37]
- Jézusmária! (a Mária című darabról, SzegediLap, 2012)[38]
- Így vigalom, úgy unalom - avagy a kritikus szívét ki ismeri? (a Mágnás Miska 2012. augusztus 17-i, Dóm téri bemutatójáról, SzegediLap, 2012)[39]
- Hódolat lovaknak s lovasaiknak (a Horse Evolution show-ról, SzegediLap, 2012)[40]
- Az elveszett gulyásparadicsom – Szinetárék farmeres tragédiája (Szeged, 2013)[41]
- Szeged Tabánja – Fári Irén és Simoncsics János könyve a régi Palánkról (SzegediLap, 2013)[42]
- Libaleárazás, dámabutik, pipipiac… (a Leányvásárról, SzegediLap, 2013)[43]
- A Madách Színház Fantomja avagy Isten hozott, Sasi! (Az operaház fantomjáról, SzegediLap, 2013)[44]
- Belepte a nyál – avagy a jenkik meg a senkik (az Elfújta a szél című musicalről, SzegediLap, 2013)[45]
- Zene, fülemnek (a Szegedi Kamarazenekar koncertjéről, SzegediLap, 2013)[46]
- Verismo negro – ma non troppo (a Porgy és Bessről, SzegediLap, 2013)[47]
- Giccs mán a király – avagy Alföldi szado-mazója Erkellel (az István, a király előadásáról a Szegedi Szabadtéri Játékokon, SzegediLap, 2013)[48]
- A nagy színésznő látogatása (a Kisszínház Dürrenmatt-bemutatójáról, SzegediLap, 2013)[49]
- Ők tudják – Két Hubay-egyfelvonásos (az Ők tudják, mi a szerelem és az Antipygmalionról, SzegediLap, 2014)[50]
- Ha, Ha, Ha… (az új Nyomorultak-filmről, SzegediLap, 2013)[51]
- Afrika, Afrika (a Magyar Nemzeti Cirkusz előadásáról, Képmás, 2015)[52]
- Évfordulós tévedés avagy miért nem vezényelte el a Háryt Fricsay Ferenc a szegedi Szabadtéri Játékokon (Szeged, 2014)[53]
- Bamba Mia – Nyolc szereplő keres egy szerepet (a Szabadtéri szuperprodukciójáról, a Mamma Mia! musicalről, Képmás, 2014)[54]
- Nincs mese – avagy Depardieu és a juhnyáj (Kodály Zoltán: Háry János, Szegedi Szabadtéri Játékok, Képmás, 2014)[55]
- "Beugrom a nagybőgőbe" – Kálmán Imre: Csárdáskirálynő; Szegedi Szabadtéri Játékok, 2014. július 12. (Képmás, 2014)[56]
- Bazi nagy görög hakni? – Zorba a görög; Szegedi szabadtéri játékok, 2014. július 4. (Képmás, 2014)[57]
- Tisztelet, öröm és hatékonyság D. Molnár Éva az önszabályozott tanulásról (Szeged, 2015)[58]
- Újkori rítusok. Miben hisz az, aki nem hisz? Povedák István: Álhősök, hamis istenek? (Szeged, 2012)[59]
- A Net határozza meg a tudatot? (Könyvszemle - Nicholas Carr: Hogyan változtatja meg agyunkat az internet? – A sekélyesek kora, Új Köznevelés, 2015)[60]
- A rózsafüzér él. A lelkiség közösségépítő ereje. A Stephanus-díj kitüntetettje dr. Barna Gábor (Szeged, 2012)[61]

#### Tárcák
- Az iránytű négy égtája (Új Köznevelés, 2014)[62]
- „Nem tudom, ki álmodik engem” (A Szív, 2015)[63]
- A cirkusz metafizikája − avagy a taps katedrálisa: színtér a Múlhatatlannak (SzegediLap, 2012)[64]
- Krisztus négy megkísértése – a Megváltó arcai a filmvásznon (SzegediLap, 2012)[65]
- Testvérek közt Ferences kiállítóhely Alsóvároson (Szeged, 2012)[66]
- A társadalmi önrendelkezés szabadsága, avagy a szólásszabadság határai – megjegyzések a médiaszabályozás kérdéséhez (SzegediLap, ?)[67]
- A Dóm tér az én Bakonyom Szubjektív jegyzetlapok a szabadtérin (Szeged, 2013)[68]
- A gép öl, a lélek éltet Tóth Pálról (SzegediLap, 2012)[69]
- Nagy Anikó életmű-albuma − szegedi szerző (Marton Árpád) művészportréjával (SzegediLap, 2012)[70]
- Debil és fád Fesztivál-nyitó előadás a Dóm téren (SzegediLap, 2012)[71]
- Trio d’Arco Angelico (SZTE Őszi Kulturális Fesztivál kamaraestje, SzegediLap, 2012)[72]
- Tűzben égők (kiállításmegnyitó beszéd, SzegediLap, 2012)[73]
- Az én pályamunkám (SzegediLap, 2013)[74]
- A nyomra-vezető – Simon Miklós „Mikor megyek hazafelé” című tárlata elé (SzegediLap, 2013)[75]
- Költészetnapi variációk (SzegediLap, 2013)[76]
- Graciőz gráciák – Somogyvári Tímea Zita, H. Bálint Zsuzsanna és Kerényi Mariann kamaraestje (SzegediLap, 2013)[77]
- A negyedik este Boldog Elréddel – Veszelka Attilának és Vikidál Gyulának, folytatólag (novella, SzegediLap, 2013)[78]
- Ha szabad, maradok! – múltidéző képeslap-gyűjtemény százéves újdonságokkal (Múltidéző séta képeslapokkal című kötetről, SzegediLap, 2013)[79]
- Tápai színvázlat − a tápai alkotók csoportos kiállítása elé (SzegediLap, 2013)[80]
- Alpesi Alhambra (a Zenei utazás című koncertről, SzegediLap, 2013)[81]
- (Intermezzo No.2: Dívák diadala a holtidőben) (a Szegedi Szabadtéri Játékok Ajándékkoncertje, SzegediLap, 2013)[82]
- Holtszezon? – nekrofil kultúrpíár, profán túlvilág a Fekete-házban (SzegediLap, 2013)[83]
- Korai sirató – Miklós Tibiért (SzegediLap, 2013)[84]
- Táj, kép – Balló Andrea és Simon Miklós Erdélyi impressziók című kiállítása elé (SzegediLap, 2013)[85]
- „Anima mea in dolore est” (Balogh Sándor kiállításáról, SzegediLap, 2013)[86]
- Centenáriumi centrális – hozzászólás Balogh Kinga előadásához a Weöres-emlékévben (versviccek, SzegediLap, 2013)[87]
- Ibolyák virulása – Császár Zsuzsanna zongoraestje (koncertbeszámoló, SzegediLap, 2014)[88]
- Mese a Barkos királylányról (Barkos Bea kiállítása elé, SzegediLap, 2014)[89]
- Dóm tér, Isten veled – Szeged napját köszönti a szerző (SzegediLap, 2014)[90]
- A forrás és a csillag – laudáció Tokody Ilona akadémiai székfoglalójára (SzegediLap, 2014)[91]
- Marasztalások – Simon Miklós kiállítása elé (SzegediLap, 2015)[92]
- Tóth Sándor, Marton Árpád: "A kő marad" – Balogh Sándor szobrairól (Szeged, 2013)[93]
- Az éjszaka – Szuromi Pál emlékére (SzegediLap, 2015)[94]
- A magyar Ettore Avagy az örökifjú porlódi Szókratész (Szeged, 2013)[95]
- A kép születése avagy a festésre írott szók (Barkos Bea tárlatához, SzegediLap, 2015)[96]
- Tízmillióan Ságváriért! (SzegediLap, 2015)[97]
- A könyvek könyvéről – A Szegedi Nemzetközi Biblikus Konferencia huszonöt éve (Szeged, 2013)[98]
- Ég és föld között – Richter Flórián Cirkusz 2015 (Richter Flórián utazó cirkuszáról, SzegediLap, 2015)[99]
- Lesz-e második szegedi Nobel-díj? – A tudományos kuratórium díjazottja Penke Botond (Szeged, 2013)[100]
- A valóság bűvöletében – A művészeti kuratórium díjazottja Fritz Mihály (Szeged, 2013)[101]
- In memoriam Dr. Dobcsányi Ferencné (nekrológ, SzegediLap, 2012)[102]
- Kártyanaptár-nő – A „Most múlik pontosan…” A kalendáriumtól a kártyanaptárig című kiállítás megnyitója (SzegediLap, 2012)[103]
- Az üdeségtől a finomságig (a Giovani Artisti Kamarazenekar hangversenyén, SzegediLap, 2014?)[104]
- Bronzba öntött magányok (A Szív, 2014)[105]
- Hát érdemes volt? Kérdések egy világháborúhoz (Szeged, 2014)[106]
- A kritikus helyzet – Marton Árpád hozzászól az operavitához (Színház, 2014)[107]
- "Akit kitagadtak, akit megtagadtak" – Juhász Gyula krisztusa(i) (Szeged, 2012)[108]
- Gnóm téri (mi)csodák. Szezonális szubjektív reflexiók (Szeged, 2014)[109]
- Szegedi szabadtéri játszadozások (Drámai jegyzetek két felvonásban) (Szeged, 2012)[110]
- Emberarcú a hiányod (Hiánypótló Istenkép vagy negatív teológia) (Szeged, 2011)[111]
- A csillag eloson? (Szeged, 2011)[112]
- Szegedi Tragédiák : kettős évforduló a Dóm téren (Szeged, 2011)[113]
- A küzdés maga? – Forrásanyagok Az ember tragédiája és a 150 éve meghalt Madách Imre tanításához[114]
- Firenze, Róma, Szeged… – Új helységnév a nemzetközi művészettörténet toptopográfiájában (Új Ember, 2011)[115]
- Zenebirodalom ceremóniamestere – Meszlényi László 80 esztendős (Szeged, 2013)[116]
- „Nagy szárnyadat borítsd ránk virrasztó éji felleg” – Radnóti, az imakönyv-szerkesztő (A Szív, 2015)[117]
- Táltospikareszk – Polner Zoltán első nyolcvan éve (Szeged, 2013)[118]
- "Mondd, - távozzon tőlem a félelem" (Hetvenöt éve halt meg József Attila) (Szeged, 2012)[119]
- Lélekké és szellemmé Rév Lívia szegedi koncertje elé (Szeged, 2012)[120]
- Húrokra hangolva – A művészeti kuratórium díjazottja: Natalia Gorbunova hárfaművész (Szeged, 2015)[121]
- A kódexmásoló alázatával – Egy "szakillusztrátor" csodái (Szeged, 2015)[122]
- Itthon, Szegeden – A Művészeti Kuratórium díjazottja Kosztándi István (Szeged, 2014)[123]
- Fény(t) törvények – Simon Miklós kiállítása elé (Szeged, 2014)[124]
- A szegedi őskert – Művészpanteon a Belvárosi Temetőben (Szeged, 2012)[125]
- 50 méterről is bele lehet szeretni – Szubjektív sorok Nagy Anikóról (Szeged, 2012)[126]
- Az "álmok gyarmata". Fiume, avagy a magyar tenger-nosztalgia (Szeged, 2012)[127]
- A digitális forradalom megöli gyermekeit – A művészeti kuratórium díjazottja: Tóth Pál (Szeged, 2012)[128]
- „Ó én édes hazám, te jó Magyarország!” Nemzeti emlékezet zenetörténetünk kincseiben (Új Köznevelés, 2015)[129]
- Nemzeti memóriazavar (Új Köznevelés, 2015)[130]
- Cifra-e a palota? Történetek, emlékek a nagyablakos házról (Szeged, 2012)[131]
- A szellem nem forintosítható. II. Ottó múzeumigazgatói mérlege, idő előtt (Szeged, 2012)[132]
- Múltfeltárás? Múltbalátás? Tények és rejtélyek egyházi műemlékeinken (Szeged, 2012)[133]
- A tanár szakos hallgató kapjon számtanpéldákat! (Új Köznevelés, 2013)[134]
- Nagyra törő alacsonyság – Megjegyzések a Fogadalmi templom összképéhez (Szeged, 2012)[135]
- Ép testbe ép lelket! (Új Köznevelés, 2015)[136]
- Az előrelépés kényszere és felelőssége – Pro Urbe díjas Galambos Gábor (Szeged, 2012)[137]
- A napba öltözött asszony hazája: Szeged-Alsóváros (Szeged, 2011)[138]
- A magyar "Salzburg": nyolcvanéves a Szegedi Szabadtéri (Szeged, 2011)[139]
- Ünnep - ünneprontás: szemle az operafesztiválról (Szeged, 2010)[140]
- Trendi Traviata (Hir6.hu, 2010)[141]a linken nincs szerző![forrás?]
- LáriHáry (Hir6.hu, 2011)[142]a linken nincs szerző![forrás?]

#### Blog
- Advent elé - Kutyavilág, macskajaj (Médiahorizont blog, 2015)[143]
- Cafe de Paris, avagy nem vagyok dzsihádista (Médiahorizont blog, 2015)[144]
- Lájkolom Papagenót (Médiahorizont blog, 2015)[145]
- Morbid Walking avagy a Halloween-hisztéria (Médiahorizont blog, 2015)[146]
- Fridivel az éjjelin (Médiahorizont blog, 2015)[147]
- Ajánlom blogomat (Médiahorizont blog, 2015)[148]

### További megjelenések
- Európai arcélek - Magyarság, európaiság, világhír – Toronyirány kalendárium (100-104. oldal; Szeged-Csanádi egyházmegye, 2014)[149]

Előadások
- Lucifer, a manipulátor - Érvelésmódozatok, meggyőzési technikák Madách Tragédiájában: XIX. Madách Szimpózium 2012.[150]
- Szimbolicitás mint a transzcendencia lakhelye - egyetemes létséma Chopin Op. 48. No.1.C-moll noktürnjében – Az előadás kiegészített, szerkesztett változata 2011[151]
- "Önmagáért megcsendülő lélek" - meditáció a zenében avagy Hegel elmélete Liszt gyakorlatában 2012[152]